# Ненапружений голосний високого підняття
Ненапружені голосні високого піднесення (англ. Near-close vowel) — різновид голосних звуків, що вимовляються ненапружено з високим підняттям відповідної частини язика в ротовій порожнині, близько до піднебіння.
Згідно з Міжнародним фонетичним алфавітом до голосних високого піднесення належать:
| неогублений ненапружений голосний переднього ряду високо піднесення | [ɪ] |
| огублений ненапружений голосний переднього ряду високо піднесення   | [ʏ] |
| огублений ненапружений голосний заднього ряду високо піднесення     | [ʊ] |